# Židovská obec v Tučapech
Židovská obec v Tučapech (německy dříve Tutschap), obci v okrese Tábor v jihočeském kraji, je historicky doložena od roku 1697. V roce 1921 byla připojena k židovské obci v Soběslavi.
V 19. století existovalo v Tučapech jedno z největších židovských osídlení na Soběslavsku, židovská populace tvořila asi třetinu celkové populace. Jejich obchody a obchůdky byly v Soběslavi, kde jim však v důsledku jednoho nařízení právo pobytu nebylo povoleno.
V roce 1723 žilo v Tučapech 12 židovských rodin, krátce před rokem 1850 asi 30 rodin, v roce 1921 pak již jen 17 osob, v roce 1930 jen 11 osob.